# Warner Music Germany
Warner Music Germany – niemiecka wytwórnia wydająca płyty muzyczne należąca do Warner Music Group. Ma swoją pod wytwórnię Warner Special Marketing GmbH.
Do 2001 roku niemieckie wydania były wydawane przez markę Warner Music (Germany) nazywającą się Warner Music Germany GmbH. Od 2001 do 2003 roku firma nazywała się Warner Music Group Germany GmbH & Co. Holding OHG.
Wytwórnia współpracuje z kilkuset artystami.